# Lénore (Poe)
Pour les articles homonymes, voir Lénore.

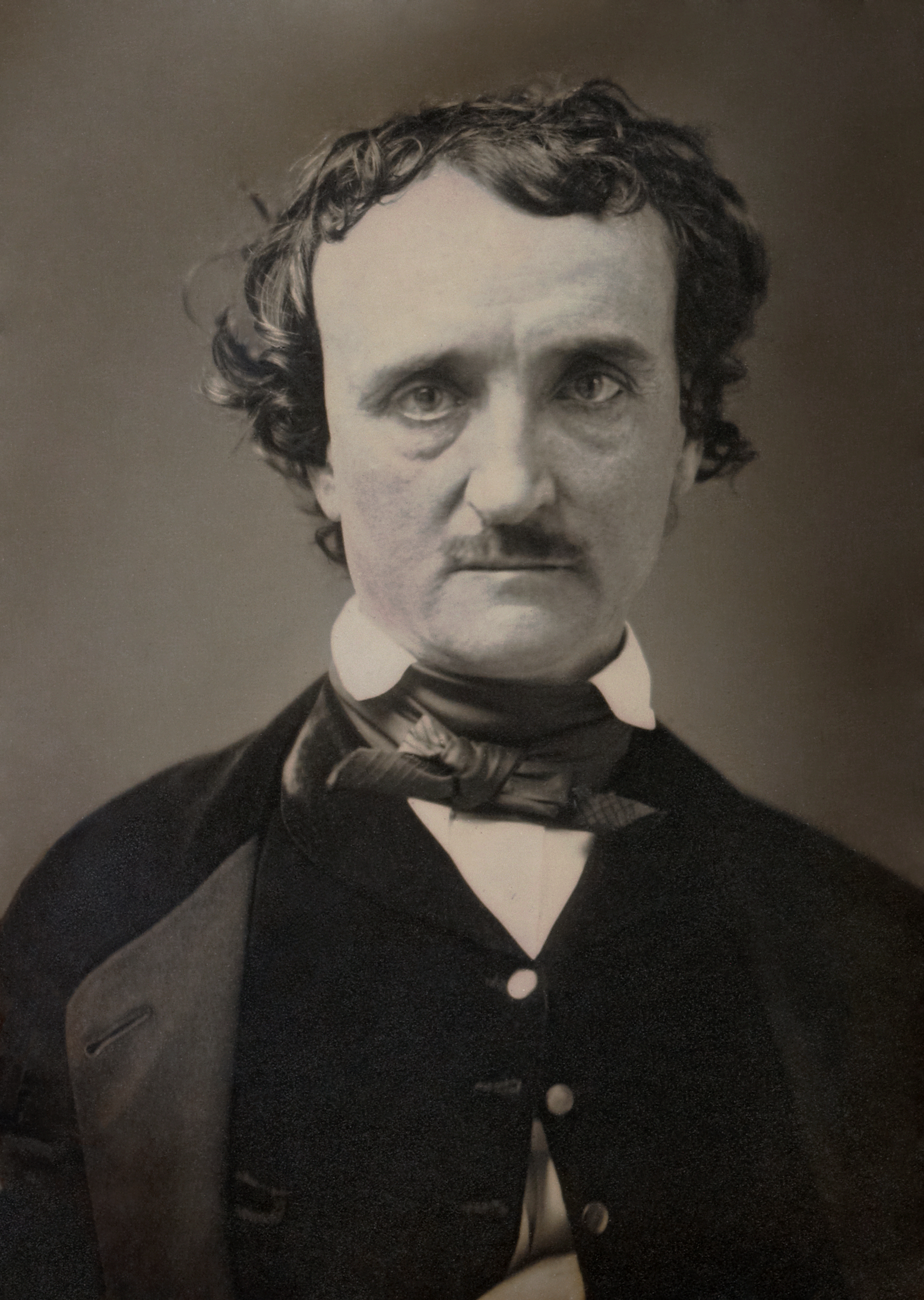
Edgar Allan Poe, juin 1849. Daguerréotype "Annie", donné à Mme Annie L. Richmond, une amie de Poe ; probablement pris en juin 1849, à Lowell, Massachusetts, photographe inconnu.

Lénore est un poème de l'écrivain américain Edgar Allan Poe.

## Analyse
Le poème traite de la mort d'une jeune femme prénommée Lénore. Son fiancé, Guy de Vere, souhaite célébrer leur ascension vers un nouveau monde. Contrairement à la plupart des poèmes de Poe liés au décès d'une femme, où la perte s'accompagne de douleur, Lenore émet l'espoir de retrouvailles au paradis.
Le texte peut faire écho à deux événements de la vie de Poe : soit à la longue et fatale maladie de son épouse Virginia, soit au récent décès de son frère William Henry Leonard. Le prénom de Lenore possède un « L sonore », trait fréquent chez les personnages féminins de Poe (Annabel Lee ; Eulalie ; Ulalume).
Dans son célèbre poème Le Corbeau paru deux ans plus tard, en janvier 1845, Poe fait répéter Lenore au narrateur à huit reprises, et de façon redoublée. Ce prénom l'a donc obsédé.

## Publication
L'œuvre paraît dès 1831, dans un recueil de poèmes, sous le titre Un hymne. Cette première version, qui ne comporte que 11 quatrains, donne la parole à un époux en deuil. Le prénom de Lénore n'est pas cité : il ne sera ajouté qu'en février 1843 lors de la publication du poème dans The Pioneer, un périodique dirigé par James Russell Lowell qui alloue à Poe la somme de 10 dollars.
Connaissant plusieurs remaniements successifs, le poème ne trouve sa forme définitive que dans un numéro du Broadway Journal, dont Poe est rédacteur en chef, paru le 16 août 1845.
La version primitive du poème diffère tellement du texte définitif que la plupart des anthologies éditent séparément les deux œuvres, considérées comme distinctes.